# يو إف سي 47
يو إف سي 47: انها فوق! (بالإنجليزية: UFC 47: It’s On)‏ هو حدث لفنون القتال المختلطة نظمته يو إف سي، أُقيم في 2 أبريل 2004، على مركز أحداث ماندالاي باي في لاس فيغاس، نيفادا، الولايات المتحدة.